# Raffaele Raimondi
Raffaele Raimondi detto il Cumano, latinizzato come Raphael Raymundus o Raphael Cumanus (Como, 1377 circa – Vicenza, 20 ottobre 1427) è stato un giurista italiano attivo tra la fine del XIV e gli inizi del XV secolo.

## Biografia
Nacque intorno al 1377 a Como da famiglia nobile.
Allievo molto brillante, studiò presso l'Università di Pavia assieme al piacentino Raffaele Fulgosio e a Cristoforo Castiglioni, conseguendo prima la licenza in diritto civile nel 1396 e poi laureandosi nel 1398 in utroque iure. Iniziò subito a insegnare a Pavia, per poi trasferirsi a Piacenza intorno al 1400. La sua carriera professionale si intrecciò strettamente a quella dell'amico Fulgosio. Rientrato poco tempo dopo a Pavia, nel 1406 ottenne l'investitura dal duca di Milano Giovanni Maria Visconti.
Si spostò nel 1410-11 presso l'Università di Padova per insegnare diritto civile durante i quindici anni successivi, con qualche interruzione per condurre importanti incarichi per conto della Repubblica di Venezia assieme a Fulgosio.
Fuggito invano da Padova contagiata dalla peste nell'ottobre 1427, morì pochi giorni dopo a Vicenza. Stessa sorte era accaduta a Raffaele Fulgosio. Raimondi fu sepolto, secondo le proprie volontà, nella chiesa di Santa Giustina a Padova, dove la moglie Bianca da Lunate - che gli aveva dato cinque figli - fece erigere un imponente monumento sepolcrale, testimonianza dell'ingente patrimonio del giurista, ottenuto anche con investimenti nel commercio e nel tessile.
L'unico figlio maschio, Benedetto, divenne a sua volta un giurista, insegnando a Bologna e a Padova.

## Opere
- Responsa, Giovanni Domenico Patusio, 1490; Pavia 1508, Trino 1521, Lione 1548, Venezia 1575, 1576, Francoforte 1613.
- (LA) Consilia, Venezia, Società dell'aquila che si rinnova, 1575.
- (LA) Commentationes in eius Pandectarum partis primam quam Infortiatum vulgus vocitat, vol. 1, Lyon, Compagnie des libraires de Lyon, 1554.
- (LA) Commentationes in eius Pandectarum partis secundam quam Infortiatum vulgus vocitat, vol. 2, Lyon, Compagnie des libraires de Lyon, 1554.
- (LA) In eius Pandectarum partis primam quae vulgi censura Digesti Novi appellatione differtur praelectiones, vol. 1, Lyon, Compagnie des libraires de Lyon, 1554.
- (LA) In secundam Digesti novi commentaria, vol. 2, Lyon, Compagnie des libraires de Lyon, 1554.
- Index rerum et verborum in Raphaelis Fulgosii et Raphaelis Cumani commentarios ad Pandectas, Lyon, Compagnie des libraires de Lyon, 1554.